# Zainabe binte Maomé
Zainab foi, de acordo com fontes sunitas, a filha mais velha de Maomé com Cadija. De acordo com fontes xiitas, Maomé e Cadija tiveram apenas uma filha, Fátima.
Cadija, viúva com quarenta anos de idade, casou-se com Maomé, e teve dois filhos homens, Alcacim e Abedalá, que morreram ainda crianças, e quatro filhas, Zainabe, Rocaia, Um Cultum e Fátima.
De acordo com fontes xiitas, Fátima foi o único de todos filhos de Maomé que sobreviveu. Neste caso, as três filhas de Cadija, Zainabe (a mais velha), Rocaia e Um Cultum eram filhas do segundo marido de Cadija, Ateeq ibn Aaith, do clã dos Banu Makhzoom.

## Biografia
Ela foi a filha mais velha de Maomé, e nasceu no quinto ano de seu casamento, quando ele tinha trinta anos de idade. Três anos depois, nasceu sua irmã Rocaia. Zainabe converteu-se ao Islão e casou-se com seu primo Abul Aas ibne Rabi.

## Morte
Zainabe foi ferida pelos coraixitas durante a migração para Medina, sofreu muito pela ferida, até morrer no oitavo ano da Hégira. Seu marido converteu-se, e juntou-se a ela em Medina. Ela teve um filho, Ali, e uma filha, Amama.

## Filhos
Ali, neto de Maomé, foi quem estava em seu colo quando ele entrou triunfante em Meca, sobre um camelo; mas ele morreu durante a vida de Maomé.
É frequente ler uma Hádice sobre uma menina cavalgando logo atrás do Profeta Maomé: esta menina é Amama, que viveu bastante tempo após a morte de Maomé. Ali casou-se como Amama depois da morte da sua primeira esposa Fátima, por desejo da própria Fátima.
Amama não teve filhos com Ali, e depois da morte dele, casou-se com Hadrate Muguira ibne Naful, com quem, provavelmente, teve um filho, Iáia. Ela morreu no ano 50 da Hégira.